# ناو کیتاکامی
ناو کیتاکامی (به انگلیسی: Japanese cruiser Kitakami) یک کشتی بود که طول آن 152.4 m (500 ft) o/a بود. این کشتی در سال ۱۹۲۰ ساخته شد.